# Beaulieu-sur-Loire
Beaulieu-sur-Loire és un municipi francès, situat al departament del Loiret i a la regió de Centre – Vall del Loira. L'any 2007 tenia 1.756 habitants.

## Demografia

### Població
El 2007 la població de fet de Beaulieu-sur-Loire era de 1.756 persones. Hi havia 780 famílies, de les quals 254 eren unipersonals (115 homes vivint sols i 139 dones vivint soles), 275 parelles sense fills, 211 parelles amb fills i 40 famílies monoparentals amb fills.
La població ha evolucionat segons el següent gràfic:
Habitants censats

### Habitatges
El 2007 hi havia 1.063 habitatges, 798 eren l'habitatge principal de la família, 158 eren segones residències i 108 estaven desocupats. 1.005 eren cases i 43 eren apartaments. Dels 798 habitatges principals, 623 estaven ocupats pels seus propietaris, 159 estaven llogats i ocupats pels llogaters i 16 estaven cedits a títol gratuït; 6 tenien una cambra, 65 en tenien dues, 228 en tenien tres, 264 en tenien quatre i 236 en tenien cinc o més. 587 habitatges disposaven pel capbaix d'una plaça de pàrquing. A 346 habitatges hi havia un automòbil i a 339 n'hi havia dos o més.

### Piràmide de població
La piràmide de població per edats i sexe el 2009 era:
| Homes | Edats   | Dones |
| ----- | ------- | ----- |
| 0     | 95 o +  | 0     |
| 0     | 90 a 94 | 24    |
| 24    | 85 a 89 | 44    |
| 8     | 80 a 84 | 12    |
| 32    | 75 a 79 | 36    |
| 72    | 70 a 74 | 88    |
| 56    | 65 a 69 | 64    |
| 64    | 60 a 64 | 84    |
| 32    | 55 a 59 | 52    |
| 48    | 50 a 54 | 32    |
| 64    | 45 a 49 | 40    |
| 40    | 40 a 44 | 56    |
| 76    | 35 a 39 | 56    |
| 44    | 30 a 34 | 48    |
| 52    | 25 a 29 | 56    |
| 20    | 20 a 24 | 20    |
| 60    | 15 a 19 | 32    |
| 44    | 10 a 14 | 40    |
| 52    | 5 a 9   | 44    |
| 44    | 0 a 4   | 52    |

## Economia
El 2007 la població en edat de treballar era de 1.054 persones, 754 eren actives i 300 eren inactives. De les 754 persones actives 688 estaven ocupades (369 homes i 319 dones) i 66 estaven aturades (26 homes i 40 dones). De les 300 persones inactives 155 estaven jubilades, 60 estaven estudiant i 85 estaven classificades com a «altres inactius».

### Ingressos
El 2009 a Beaulieu-sur-Loire hi havia 793 unitats fiscals que integraven 1.777 persones, la mediana anual d'ingressos fiscals per persona era de 17.537 €.

### Activitats econòmiques
Dels 70 establiments que hi havia el 2007, 2 eren d'empreses alimentàries, 2 d'empreses de fabricació de material elèctric, 5 d'empreses de fabricació d'altres productes industrials, 18 d'empreses de construcció, 14 d'empreses de comerç i reparació d'automòbils, 5 d'empreses de transport, 7 d'empreses d'hostatgeria i restauració, 1 d'una empresa d'informació i comunicació, 2 d'empreses financeres, 6 d'empreses de serveis, 5 d'entitats de l'administració pública i 3 d'empreses classificades com a «altres activitats de serveis».
Dels 22 establiments de servei als particulars que hi havia el 2009, 1 era una oficina de correu, 1 una oficina bancària, 2 tallers de reparació d'automòbils i de material agrícola, 2 paletes, 3 guixaires pintors, 4 fusteries, 5 lampisteries, 1 electricista, 1 perruqueria i 2 restaurants.
Dels 6 establiments comercials que hi havia el 2009, 1 era una botiga de més de 120 m², 2 fleques, 1 una fleca, 1 una botiga de mobles i 1 una joieria.
L'any 2000 a Beaulieu-sur-Loire hi havia 39 explotacions agrícoles que ocupaven un total de 2.520 hectàrees.

## Equipaments sanitaris i escolars
L'únic equipament sanitari que hi havia el 2009 era una farmàcia.
El 2009 hi havia una escola elemental.

## Poblacions més properes
El següent diagrama mostra les poblacions més properes.